# Banco Supervielle
Banco Supervielle es un entidad bancaria comercial de origen argentino, con sede en Buenos Aires. Supervielle surge de la fusión de Banco Banex y Société Générale de Argentina. En 2004 el Banco Banex compra las acciones del Banco Société Générale de Argentina, y se vuelve a la marca Supervielle, usada hasta 1964.

## Antecedentes
Banco Supervielle es el cuarto banco privado más grande de Argentina en términos de préstamos y el décimo considerando tanto bancos públicos como privados.Es también accionista controlante de Cordial Compañía Financiera, que opera en las tiendas de Chango Más brindando servicios financieros. Banco Supervielle forma parte de Grupo Supervielle, que complementa su oferta de servicios financieros y no financieros mediante IUDÚ Compañía Financiera, Tarjeta Más (Chango Más) y SuperSeguros.